# 프레드 니블로

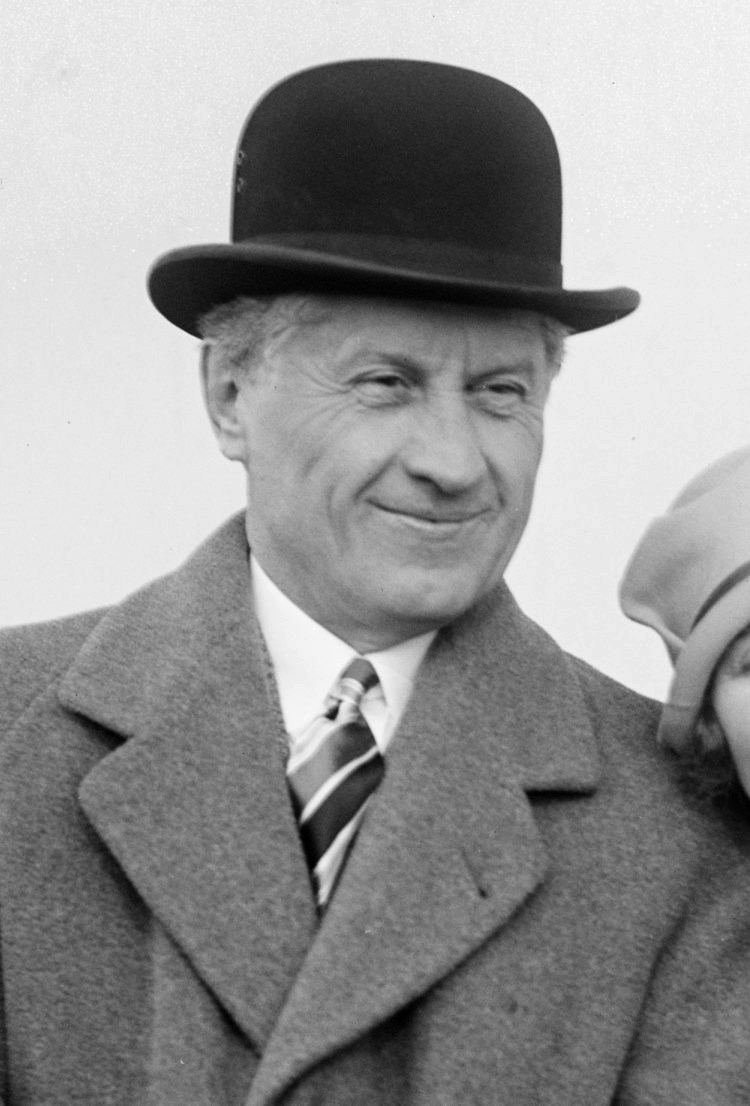

프레드 니블로(Fred Niblo, 1874년 1월 6일 ~ 1948년 11월 11일)는 미국의 영화 감독, 영화 프로듀서, 배우, 연극 배우, 영화배우, 각본가이다.
뉴올리언스에서 사망하였다. 포리스트 론 메모리얼 파크에 매장되었다.

## 영화
- 프리 앤 이지 (1930년)
- 신비로운 여인 (1928년)
- 벤허 (1925년)
- 쾌걸 조로 (1920년)